# Aeroporto de Paranã
O Aeroporto de Paranã é um aeroporto brasileiro que fica localizado no município de Paranã, no Tocantins. Encontra-se a 352 km de Brasília e a 1222 km de São Paulo (capital). Sua pista possui 1000 metros em terra e é sinalizada.